# بوکولورام
بوکولورام (به صربی: Bukoloram) یک روستا در صربستان است که در پروکوپلیه واقع شده‌است. بوکولورام ۱۲ نفر جمعیت دارد.